# Creole Trail Pipeline
Creole Trail Pipeline — газопровід на півдні США у штаті Луїзіана, споруджений для сполучення ряду трубопроводів з терміналом для прийому зрідженого природного газу Сабін-Пасс, перетвореним в середині 2010-х років на завод із виробництва ЗПГ на експорт.
Введений в експлуатацію у 2008 році, газопровід Creole Trail пролягає від Сабін-Пасс на схід по узбережжю до району Камерон, де завертає на північ, перетинає озеро Calcasieu та повз Лейк-Чарльз досягає округу Борегард. Він забезпечив зв'язок терміналу з потужними газопровідними системами, що прямують до району Великих Озер та штатів атлантичного узбережжя США — Natural Gas Pipeline Company of America, Trunkline Pipeline, Tennessee Gas Pipeline, Texas Eastern Transmission, Transco, Florida Gas Transmission, а також з газопроводом Bridgeline, який слугує інтерконектором з різними районами узбережжя Мексиканської затоки. Довжина Creole Trail, виконаного в діаметрі 1050 мм, на момент введення в експлуатацію складала 94 милі.
Невдовзі після спорудження Creole Trail потреба в імпорті газу була нівельована внаслідок «сланцевої революції». Більше того, виникли передумови для його експорту. Як наслідок, газопровід перетворили у бідирекціональний. При цьому пропускна здатність в південному напрямку становила приблизно 15 млрд м3 на рік, що забезпечується роботою спорудженої в окрузі Борегард компресорної станції Gillis, яка компремує ресурс, отриманий з Trunkline Gas, Texas Eastern Transmission та Transco.
Існують плани продовження газопроводу далі на схід зі створенням інтерконекторів з трубопровідними системами ANR Pipeline та Columbia Gulf Transmission, а також збільшення його пропускної здатності вдвічі.